# المخبر (فلم)
المخبر فيلم مصري من إنتاج عام 1986، من إخراج ياسين إسماعيل ياسين، وبطولة: يونس شلبي , لبلبة , أبو بكر عزت , دلال عبد العزيز , أحمد راتب , صبري عبد المنعم.

## قصة الفيلم
أشرف شاب ثرى، يقع في حب الفتاة نيفين التي تبادله الحب ولكنها تبتعد عنه للفارق الاجتماعى. يفقد أشرف ثروته وتعود إليه نيفين مرة أخرى، يتفقان على الزواج، يبحثان عن عمل، تتورط نيفين مع عصابة تود الحصول على سر أحد الاختراعات أثناء بحثها عن عمل، تتصل نيفين وأشرف بالشرطة إلى أن يتم القبض على أفرادها، ثم يتزوج أشرف من نيفين.

## وصلات خارجية
- مقالات تستعمل روابط فنية بلا صلة مع ويكي بيانات